# 中村映里子
中村 映里子（なかむら えりこ、1988年9月14日 - ）は、日本の女優。山形県南陽市出身。

## 来歴・人物
趣味は写真、絵を描くこと、特技は日本舞踊。
東海大学付属望星高等学校卒業。雑誌『Hana* chu→』『ラブベリー』専属モデルを経て、2006年から女優として活動。2010年、映画『カケラ』で主人公を不思議な力で魅了する準主役・坂田リコ役を演じた。2011年、レプロエンタテインメントからマツ・カンパニーへ移籍。2024年5月1日よりフリーに。

## 出演

### 映画
- チェーン 連鎖呪殺（2006年2月25日公開、アートポート） - 長浜リナ 役
- 猫目小僧（2006年6月10日公開、アートポート） - 野田京子 役
- 子宮の記憶 ここにあなたがいる（2007年1月13日公開、トルネードフィルム） - 沙代 役
- GROW 愚郎（2007年9月8日公開、チェイスフィルム） - 晴香 役
- 病葉流れて（2008年2月16日公開、メディアワークス）
- ハッピーフライト（2008年11月15日公開、東宝） - CAに憧れる女子高生 役
- カケラ（2010年4月3日公開、ピクチャーズデプト） - 坂田リコ 役
- ロストクライム -閃光-（2010年7月3日公開、角川映画） - 真山恭子（68年当時） 役
- キミとボク（2011年5月14日公開、アーク・フィルムズ）
- R-18文学賞Vol.2〜ジェリー・フィッシュ〜（2013年、よしもとクリエイティブ・エージェンシー）
- HOT CH KISS（2013年、日光江戸村）
- Short Vacation（2013年、テトラカンパニー）
- 華魂 HANA-DAMA（2014年1月18日公開、渋谷プロダクション） - 彩 役
- 愛の渦（2014年3月1日公開、クロックワークス） - 保育士 役
- 魔王（2014年3月22日公開、今村プロダクション） - みどり 役
- 花宵道中（2014年11月8日公開、東京テアトル）
- 愛の小さな歴史（2014年） - 主演・執行夏希 役
- スキマスキ（2015年2月7日公開、AMGエンタテインメント） - 華 役
- 私たちのハァハァ（2015年9月12日公開、SPOTTED PRODUCTIONS）
- ウタモノガタリ-CINEMA FIGHTERS project-（2018年6月22日公開、LDH PICTURES） - カオル 役
- 10ROOMS（2022年11月18日公開） - 志良堂冬子 役[4]
- わたしの見ている世界が全て（2023年3月31日公開、Tokyo New Cinema） - 熊野実和子 役
- 雨の中の慾情（2024年11月29日公開、カルチュア・パブリッシャーズ） - 福子 役[5]
- 雪子 a.k.a.（2025年1月25日公開、パル企画） - 森律子 役[6][7][8]
- 逃走（2025年3月15日公開、太秦）[9]
- くまをまつ（2025年6月7日公開、ブライトホース・フィルム）[10]

### テレビドラマ
- 翼の折れた天使たち 第3夜「時」（2007年2月28日、フジテレビ）
- 波のロード〜キレそうな俺の10日間（2007年3月21日、テレビ東京） - 吉村亜子 役
- 死化粧師 エンバーマー 間宮心十郎 第3 - 5話（2007年10月19日 - 11月2日、テレビ東京） - 亜璃唖 役
- キャットストリート 第3話（2008年9月11日、NHK） - リサ 役
- 金曜プレステージ「西村京太郎サスペンス 十津川刑事の肖像」（2009年5月8日、フジテレビ）
- 左目探偵EYE 第3話（2010年2月6日、日本テレビ） - 佐々木愛美 役
- 新・警視庁捜査一課9係 season2（第5シリーズ） 第5話（2010年7月28日、テレビ朝日）
- 花嫁のれん（2010年、東海テレビ） - 吉田恵 役
  - 花嫁のれん 第2シリーズ（2011年）
- 迷子（2011年2月19日、NHK） - 篠田君枝 役
- テンペスト 第3 - 4話（2011年7月31日 - 8月7日、NHK BSプレミアム） - 恵利 役
- 水曜ミステリー9「みちのく麺食い記者 宮沢賢一郎 佐渡・酒田 殺人航路」（2012年4月11日、テレビ東京） - 松尾希美 役
- 魔境温泉〜秘湯を探して〜 第2話（2012年6月16日、フジテレビTWO） - 足湯に浸かる女 役
- 80年後のKENJI〜宮沢賢治21世紀映像童話集〜「薤露青」（2013年2月27日、NHK BSプレミアム）
- 未解決事件 file.03 尼崎殺人死体遺棄事件（2013年6月9日、NHK） - 高松の一家の長女 役
- 大河ドラマ 軍師官兵衛 （2014年、NHK） - おゆう 役
- SAKURA〜事件を聞く女〜 第7話（2014年12月1日、TBS） - 寺本真由 役
- HTBスペシャルドラマ「UBASUTE」（2014年12月29日、北海道テレビ） - さとこ 役
- ここにある幸せ（2015年1月16日、NHK福岡） - 高梨千恵子 役
- 北陸新幹線/Friend-Ship Project〜親子のバトン〜（2015年2月12日 - 27日、テレビ東京） - 幸子 役
- 神谷玄次郎捕物控2 第3話（2015年4月17日、NHK BSプレミアム） - およう 役
- ボクの妻と結婚してください。（2015年5月10日 - 6月14日、NHK BSプレミアム） - 沼田怜子 役
- 植物男子ベランダー SEASON2 第7話（2015年7月2日、NHK BSプレミアム） - 水無月柑菜 役
- 土曜ワイド劇場「私は代行屋! 事件推理請負人4 旅館女将を代行! 金沢〜東京を結ぶ殺人ルート!」（2015年8月22日、朝日放送） - 山口沙絵 役
- 沈まぬ太陽（2016年5月8日 - 9月25日、WOWOW） - 井出祥子 役
- 吉祥寺だけが住みたい街ですか? 第5話（2016年11月12日、テレビ東京） - 橋本里名 役
- 刑事7人第3シリーズ第1話・第2話・第6話・第9話・最終話（2017年7月12日 - 9月13日、テレビ朝日） - 林敬子 役
- 予兆 散歩する侵略者（2017年9月19日 - 10月17日、WOWOW） - 斉木葉子 役
- ブラックリベンジ（2017年10月5日 - 12月8日、読売テレビ） - 石山綾子 役
- 奥様は、取り扱い注意（2017年11月29日、日本テレビ） - 浦辺佐和子 役
- 警視庁文書捜査官（2018年） - 幸田真紀 役
- 日曜プライム 警視庁・捜査一課長（2019年） - 井津川瑠香 役
- トップリーグ（2019年10月5日 - 11月9日、WOWOW） - 松岡藍子 役
- 病院の治しかた〜ドクター有原の挑戦〜（2020年） - 庄野弘美 役
- 相棒シリーズ（テレビ朝日）
  - season19 元日スペシャル 第11話「オマエニツミハ」（2021年1月1日） - 山根朱美 役
- 青きヴァンパイアの悩み 第7話・最終話（2021年3月22日・29日、TOKYO MX） - 永江麻美 役
- 大病院占拠（2023年1月14日 -、日本テレビ） - 石見カナ 役
- ギバーテイカー（2023年1月22 - 2月19日、WOWOW） - しおり先生 役
- アンメット ある脳外科医の日記 第1話（2024年4月15日、関西テレビ・フジテレビ） - 赤嶺レナ 役[11]
- おいち不思議がたり第1話・2話（2024年9月1日・8日、NHK BS・NHK BSプレミアム4K） - お加世 役

### 舞台
- Rulebook Junkies〜ルールブックジャンキーズ〜（2005年2月16日 - 20日、萬スタジオ）
- 櫻の園（2007年6月24日 - 7月1日、青山円形劇場）
- Dream of Passion（2008年1月10日 - 20日、THEATER/TOPS）
- XYX（2008年8月28日 - 31日、恵比寿・エコー劇場） - 主演
- 幻のおと（2012年2月26日、ギャラリー・ルデコ）
- 生きてるものはいないのか（2014年10月16日 - 26日、青山円形劇場）

### Webドラマ
- 裏切りの街（2016年2月1日 - 、全6話、dTV） - 鈴木里美 役

### CM
- 全国畳産業振興会（2002年）
- DELLコンピューター（2004年）
- モスバーガー「春雨中華 海老カツバーガー」（2006年）
- アイケイコーポレーション「バイク王」下取りよりも篇（2009年）
- ボシュロムメダリスト「クリアビジョンのチカラ」篇（2009年）
- リクルート SUUMO（2015年）
- パナソニック エコナビ（2015年）
- 大塚家具（2015年）
- マイナビ マイナビウーマン（2015年）
- dヒッツ（2016年）

### 広告
- 朝日新聞「文京学院大学」（2002年）
- グリコ「ポッキー」（2003年）
- 代々木ゼミナール（2004年）
- 装美「成人式予約」（2005年）
- NTTドコモ「オプションパック割引」（2005年）
- 三菱東京UFJ銀行（2006年）

### PV
- ZONE「glory colors 〜風のトビラ〜」（2004年）
- The GazettE「SHADOW VI II I」（2006年）
- 音速ライン「みずいろの町」（2006年）
- スキマスイッチ「アイスクリーム シンドローム」（2010年）
- クリープハイプ「エロ」（2014年）
- MOROHA 「tomorrow」（2016年）[12]

### 雑誌
- Hana*chu→（2002年 - 2004年、主婦の友社） - 元専属モデル
- ラブベリー（徳間書店） - 元専属モデル
- CANDy（白泉社）
- melon（祥伝社）

### DVD
- Whitia（ホワイティア）（2002年3月21日、セブンエイト）
- girls trend -vintage select- Vol.3 （2003年1月29日、笠倉出版社）